# Скендер Црнојевић
Скендер Црнојевић, рођен као Станиша Црнојевић (1457—1530), био је трећи син зетског владара Ивана Црнојевића (1465-1490). У младости је као талац послат у Цариград, где је напустио православље и примио ислам, добивши име Скендер. Када је 1513. године створен санџак Црна Гора (тур. Kara Dağ), постављен је за првог санџакбега и на тој дужности је остао до смрти, око 1530. године. Столовао је у Жабљаку Црнојевића.

## Биографија
Да би доказао оданост новом турском султану, зетски господар Иван Црнојевић је око 1485. године свог најмлађег сина, четрнаестогодишњег Станишу (касније се помиње и као Станко) послао у Цариград као таоца. Младог Станишу Турци су преобратили у ислам и том приликом је добио име Скендер.
После губитка самосталности (1496) дотадашња држава Црнојевића претворена је у вилајет Црнојевића (тур. vilayeti Çirn ili), који се налазио у саставу Скадарског санџака. Као погранична област према млетачким поседима у приморју, овај вилајет је за Турке био од посебног значаја. Усљед честих буна и немира на пограничном подручју, турски султан Селим I (1512-1520) је на почетку своје владавине одлучио да Скендера Црнојевића на основу његовог порјекла постави санџакбега на том подручју, што је и учињено 1513. године, када је створен нови санџак Црна Гора, који се простирао од дњег тока ријеке Мораче до мљетачких градова Котора и Будве.
Као турски управитељ, Скендер Црнојевић је користио и стари печат Црнојевића, са двоглавим орлом. Потписивао се као: „санџак црногорски и всој диоклитијанској земљи господин“. За вријеме своје власти, био је омражен међу поданицима, због наметања пореских обавеза у износу вишем од прописаног, на шта су се надовезивале и друге злоупотребе власти. Због његовог зулума и похлепе Црногорци су 1519. године подигли буну која је угушена интервенцијом турске војске (околних санџак-бегова, са више од 10.000 војника). Након ових догађаја Скендер Црнојевић остаје и даље на власти, али наставља да влада још суровије, све до смрти 1530. године.
Столујући у Жабљаку Црнојевића, одржавао је везе са својим рођацима у Венецији, а првенствено са својим синовцем Константином Црнојевићем, сином Ђурђа Црнојевића.

## Каснија предања
По доласку у Црну Гору, према народном предању, Станиша је једно време био у селу Бушате, па су га зато прозвали Бушатлија Станко. Вероватно су се по томе његови наследници звали Бушатлије, као на пр. у XVIII веку скадарски везир Махмуд-паша Бушатлија. Махмуд-паша Бушатлија из Скадра, који крајем 18. века предузимао опсежне војне походе Црну Гору, тврдио је да је директан потомак Станише, односно Скендера Црнојевића и да му је (стара) Црна Гора и престоница Цетиње дедовина. У тим походима Бушатлија током битке на Крусима 1796. године дословно изгубио главу од трупа Петра Петровића Његоша. Глава му је одсечена и као језиви симбол црногорске победе однета је у Цетиње. Његов потомак Махмут Бушатлија се 2014. године повратио у православну веру. Џеладин-паша Зогољ, Џелал-паша Зогољ, као и његов син, албански краљ Зог I од Албаније воде порекло од Станка Црнојевића, из села и племена Бушат.

## Књижевна дела чији је мотив прелазак Станише Црнојевића у Ислам
Mотив преласка Станка Црнојевића у ислам обрађен је у српској књижевности много пута. Прво га је обрадио народни гуслар, што је касније многим песницима била инспирација да опишу трагедију последњих Црнојевића, мада сви различито:
- У народној песми Женидба Максима Црнојевића син Ивана Црнојевића који се потурчио жени се „из Млетака”.
- По овом предању Лаза Костић је написао драму Максим Црнојевић.
- Овај мотив је присутан и у историјској драми Ђуре Јакшића Јелисавета (Јелисавета, кнегиња црногорска). Написао ју је 1863. под радним насловом Последњи Црнојевићи, али је касније, после консултација са Стојаном Новаковићем, који му је помогао и код штампања, променио наслов. Драма Јелисавета је штампана државној штампарији у Београду 1868. Код Ђуре Јакшића је мотив мало другачији. Према историјским чињеницама из Млетака је само Ђурђева жена, а млађи Станиша се потурчио и уз помоћ Турака напао брата.
- Са оваквом историјском концепцијом наступио је и Сима Милутиновић у Дики црногорској, објављеној 1835.

У драми Балканска царица Николе I Петровића Његоша из 1854. узет је исти мотив, само што овде жена јунакиња није Млечанка већ Даница, властелинска ћерка, идеал Црногорске жене.